# Marina (género)
Marina é um género botânico pertencente à família Fabaceae.

## Espécies
- Marina alamosana
- Marina brevis
- Marina calycosa
- Marina capensis
- Marina catalinae
- Marina chrysorrhiza
- Marina crenulata
- Marina diffusa
- Marina dispansa
- Marina divaricata
- Marina evanescens
- Marina gemmea
- Marina ghiesbreghtii
- Marina goldmanii
- Marina gracilis
- Marina gracillima
- Marina grammadenia
- Marina greenmaniana
- Marina holwayi
- Marina interstes
- Marina maritima
- Marina melilotina
- Marina minor
- Marina minutiflora
- Marina neglecta
- Marina nutans
- Marina oculata
- Marina orcuttii
- Marina palmeri
- Marina parryi
- Marina peninsularis
- Marina procumbens
- Marina pueblensis
- Marina sarodes
- Marina scopa
- Marina spiciformis
- Marina stilligera
- Marina unifoliata
- Marina vetula
- Marina victoriae